# Templiner See

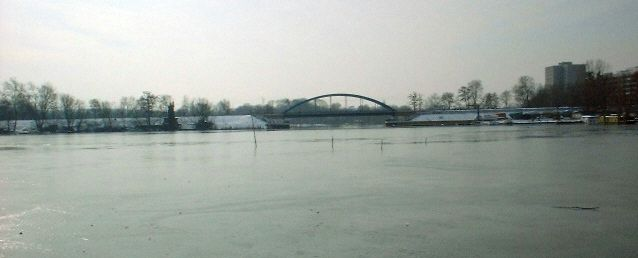
Neustädter Havelbucht Richtung Süden, nach Untere Planitz und Küssel

Der Templiner See ist Teil einer Kette großer Seen im Bereich der mittleren Havel, die sich vom Nieder-Neuendorfer See in Berlin bis zum Großen Zernsee hinter Werder (Havel) erstreckt.

## Beschreibung

### Der Name
Namensgebend für das Gewässer war das Dorf Templin am Südostufer des Sees und die danach benannte Halbinsel mit dem Waldbad Templin.
Als Bestandteil der Potsdamer Havel, die zur Unteren Havel-Wasserstraße gehört, hat der Templiner See den Status einer Bundeswasserstraße der Wasserstraßenklasse IV; zuständig ist das Wasserstraßen- und Schifffahrtsamt Spree-Havel.

### Geografie
Der buchtenreiche Templiner See liegt in einem eiszeitlichen Becken und ist eine Verbreiterung der Havel. Er erstreckt sich von Nordost nach Südwest und befindet sich größtenteils im Gemeindegebiet der Stadt Potsdam. Nur in einem kleinen Bereich in seinem südlichen Teil gehört er zur Gemeinde Schwielowsee und grenzt an deren Ortsteil Caputh. Das Nordostende des Sees beginnt südlich des Lustgartens Potsdam an der Aufweitung der Havel, etwa 230 m stromabwärts der Überquerung der Berlin-Potsdam-Magdeburger Eisenbahn. Das Südwestende ist nicht klar abzugrenzen, deshalb wird hier die Verschmälerung der Havel vor Caputh bei etwa 52° 21' 09" nördlicher Breite und 12° 59' 46" östlicher Länge angenommen.

Die Fahrrinne ist rund 6,5 km lang, als Luftlinie gemessen ist der See jedoch nur 5,83 km lang. Verschiedene Halbinseln und Inseln verursachen mehrere Engstellen im Templiner See. Vom Südosten her ragt ambossartig die Halbinsel Hermannswerder in den See. Die dadurch entstehenden Buchten heißen Vorderkappe im Nordosten und Hinterkappe im Südwesten. Der als Judengraben bezeichnete Wasserlauf verbindet die Vorder- mit der Hinterkappe, weshalb Hermannswerder eine künstliche Insel darstellt.

Die Inseln Obere Planitz und Untere Planitz prägen den Nordteil des Sees. Über die Untere Planitz verläuft die Trasse der Berlin-Magdeburger Eisenbahn. Der nördlich der Unteren Planitz gelegene Teil des Templiner Sees heißt Neustädter Havelbucht.
Die Engstelle in Höhe Hermannswerder und der Straße Auf dem Kiewitt ist nur etwa 110 m breit, eine weitere südlich des Geländes des Zentrums für Militärgeschichte und Sozialwissenschaften der Bundeswehr, des ehemaligen Militärhistorischen Instituts, etwa 190 m. Die maximale Breite des Templiner Sees wird mit 1,17 km angegeben.

### Der Eisenbahndamm
Durch den breitesten Teil des Sees wurde in den 1950er Jahren ein 90 m breiter, 1.170 m langer und 10 m hoher Eisenbahndamm geschüttet zur Schließung des Berliner Außenrings. Er riegelt das untere, südwestliche Drittel fast vollständig ab. Ein nur etwa 150 m breiter Durchlass verbindet die verschiedenen Seeteile. Der größte Teil des Seeufers im nordöstlichen Bereich des Templiner Sees wird durch die Potsdamer Innenstadt sowie die Stadtteile Brandenburger Vorstadt, Teltower Vorstadt und Templiner Vorstadt eingenommen. In den Buchten haben viele Bootsbesitzer Stege errichtet. Die Seeuferbereiche außerhalb der Ortschaften sind von Wald gesäumt. Am Nordwestufer wächst auf einer ebenen Grundmoränenplatte der Laub-Mischwald der Pirschheide. An der gegenüberliegenden Seeseite, nach dem Anstieg eines zurückgesetzten Hochufers, wächst überwiegend Kiefern-Mischwald. Das Strand- bzw. Waldbad Templin, benannt nach der gleichnamigen Dorfwüstung, liegt an dieser Uferseite südlich des oben erwähnten Bahndammes. In unmittelbarer Nähe steht die Braumanufaktur Forsthaus Templin, hervorgegangen aus einer kleinen Manufaktur im 18. Jahrhundert.
Am Nordwestufer befinden sich einerseits – nördlich der Bahnstrecke des Außenrings – der Potsdamer Luftschiffhafen mit den Sportanlagen des Olympiastützpunktes Potsdam und dem Kongresshotel Potsdam und andererseits – südlich der Bahnstrecke – in der Nähe des Forsthauses Gaisberg in der Pirschheide das internationale Tagungszentrum Seminaris SeeHotel Potsdam sowie der Campingplatz Sanssouci-Gaisberg.
Zwischen den Potsdamer Stadtgebieten Brandenburger Vorstadt und Hermannswerder verkehrt viertelstündlich eine Personenfähre.

### Das Waldbad
Das Waldbad Templin ist eine Freibadeanstalt, die zum Einzugsbereich der Stadt Potsdam (Templiner Straße 110) gehört. Das vom Wald umgebene Familienbad verfügt über ein umfangreiches Wassersportangebot, beispielsweise die Ausleihe von Tretbooten, die Nutzung einer Wasserrutsche, eines Wakeboards, Beachvolleyball-Spiele und einen feinen Sandstrand.

### Fauna und Flora
Im See befinden sich unter anderem folgende Fischarten Hecht, Rapfen, Brachse, Aal, Flussbarsch und verschiedene Weißfische. Bewirtschaft wird das Angelgewässer von der FSV 'Havel' Potsdam. Leider gibt es auch schädliches Getier im Wasser, so wurden beispielsweise im Juli 2022 Saugwurmlarven festgestellt, die mindestens Juckreiz auf der Haut hervorrufen können.
Die Uferbereiche werden von Schilfstreifen gesäumt; große Laubbäume und Kiefern spenden Frischluft und Schatten.

## Zeitgeschichte

### Erstes Internationales Motorbootrennen
Das erste internationale Motorbootrennen in Deutschland fand vom 15. bis 17. Juni 1928 auf dem Templiner See statt. Die Teilnehmerboote kamen aus Deutschland, England, Amerika und Frankreich.

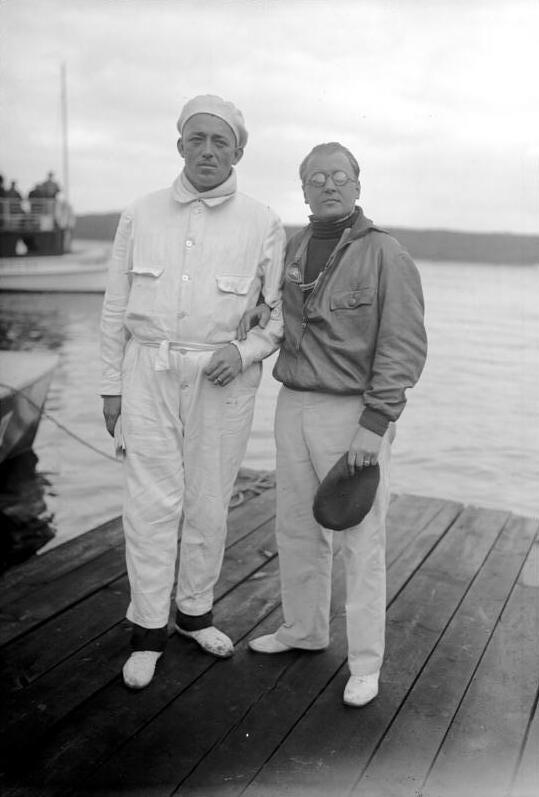
Fritz von Opel (re.), welcher den Franzosen François Sigrand (li.) bei Rennen erfolgreich schlug
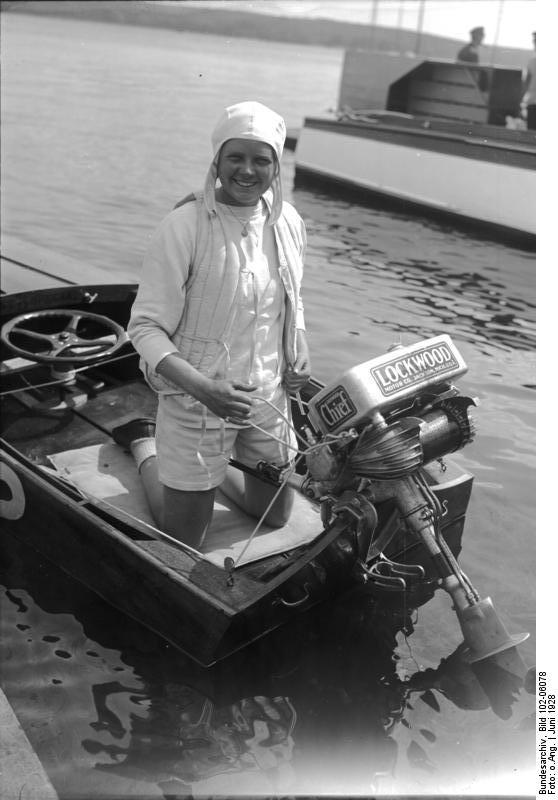
Favoritin Miss Hentschel, Amerika in ihrem Sportdress beim Fertigmachen ihres Rennbootes
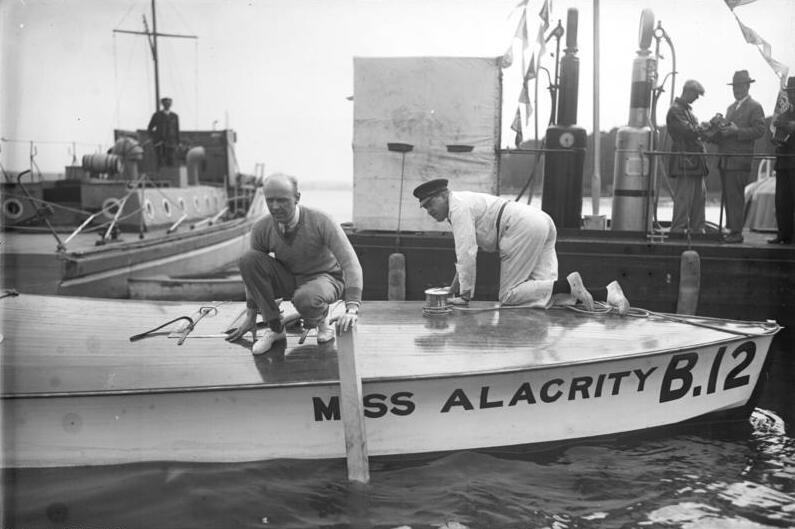
Major Sir Henry Segrave mit seinem Boot "Miss Alacrity", England

### Zeltlager
Das sommerliche Zeltlager der Freien Deutschen Jugend (FDJ) am Templiner See war bis zum Mauerbau am 13. August 1961 eines der beliebtesten FDJ-Ferienlager überhaupt. Denn von dort fuhren die Jugendlichen – ungeachtet des für FDJ-Mitglieder geltenden offiziellen Verbotes solcher Fahrten – auf kurzem Wege mit der S-Bahn zu Tagesausflügen nach Westberlin.